# Augusto Frederico Markus
Augusto Frederico Markus (Estrela, 15 de julho de 1890 — Estrela, 11 de novembro de 1977) foi um empresário, tabelião, coronel da Guarda Nacional e político brasileiro. Foi o último intendente e três vezes prefeito de Estrela.
Possui uma avenida em Estrela, nomeada pela Lei 1.817, de 9 de setembro de 1983, no Bairro das Indústrias, onde se localizam grandes empresas industriais junto ao Porto Fluvial de Estrela.
Sua filha, Lucy, foi casada com o presidente Ernesto Geisel.

## Comércio
Iniciou como comerciante, nas décadas de 1910-1920, com casa comercial na Picada Varanda. Em 7 de setembro de 1920, foi eleito conselheiro municipal pelo Partido Republicano Rio-grandense, com mandato de 12 de outubro de 1920 a 15 de outubro de 1924, período no qual foi 1º secretário da Mesa..

## Cargos
Foi Coronel da Guarda Nacional e tabelião.

## Política
Em 15 de agosto de 1928, foi eleito intendente, administrando Estrela de 15 de outubro de 1928 a 17 de dezembro de 1930, perdendo este título, mas prosseguindo no governo com o título de prefeito nomeado, até 29 de outubro de 1934. Retornou a ser nomeado prefeito, de 14 de julho de 1945 a 19 de novembro de 1945 e, numa terceira administração, de 1 de março de 1946 a 9 de dezembro de 1947.

## Tabelionato
Em pleno exercício como prefeito, foi nomeado pelo decreto n.º 4.999, de 8 de junho de 1932, assinado pelo interventor Flores da Cunha, para o ofício de tabelião do Registro de Imóveis de Estrela, vitaliciamente.

## Sociedades
Sua filiação e graduação na Maçonaria lhe trouxe vantagens e apoio em suas realizações. Foi primeiro presidente do Rotary Club de Estrela, fundado em 10 de março de 1949, e presidente da Sociedade Ginástica Estrela (SOGES), em 1940 e 1946.